# 8924 Iruma
För andra betydelser, se Iruma.
8924 Iruma eller 1996 XA32 är en asteroid i huvudbältet som upptäcktes den 14 december 1996 av den japanska astronomen Naoto Satō vid Chichibu-observatoriet. Den är uppkallad efter Iruma distriktet i Japan.